# Armeria welwitschii
Armeria welwitschii är en triftväxtart som beskrevs av Pierre Edmond Boissier. Armeria welwitschii ingår i släktet triftar, och familjen triftväxter. Inga underarter finns listade i Catalogue of Life.